# 九道河洞穴遺址
九道河洞穴遺址是發現於湖北省宜都市枝城鎮九道河村的舊石器時代中期的人類居住遺址。地質年代為晚更新世早期。
1986年，當地村民開山炸石時發現。出土物件：石製品300餘件，其中石核138件，石片149件，砸器54件、刮削呂54件；動物化石10多種。
石製品的形體均較粗大，長和寬超過100毫米的標本約佔三分之一。石製品均出於原生堆積層中，以石核（138件）、石片（149件）為多，次為砍砸器（54件）、刮削器（54件）。動物化石以大熊貓、東方劍齒象、犀牛、巨貘等為主。